# Drachenkrieger – Das Geheimnis der Wikinger
Drachenkrieger – Das Geheimnis der Wikinger (OT: Gåten Ragnarok) ist ein norwegischer Abenteuerfilm mit Fantasy-Elementen aus dem Jahr 2013.

## Handlung
Der Archäologe Sigurd Svendsen ist sich ganz sicher, dem Geheimnis des Oseberg-Schiffs auf die Schliche gekommen zu sein. Seiner Ansicht nach waren die Wikinger sehr viel weiter unterwegs gewesen als bisher angenommen. Er vermutet einen großen Wikingerschatz, der irgendwie mit Ragnarök in Verbindung steht. Sein Kollege Allan hat auch eine Entdeckung gemacht: einen Runenstein, der als Landkarte dienen soll, und einen mysteriösen Schlangenkopf.
Gemeinsam mit seinen beiden Kindern Ragnhild und Brage, Allan, der Archäologin Elisabeth sowie dem zwielichtigen Fremdenführer Leif machen sie sich auf den Weg. Sie entdecken an einem alten See zunächst eine alte Forschungsstation und danach ein unterirdisches Höhlensystem, das tatsächlich Überreste aus der Wikingerzeit birgt.
Doch Leif sperrt die Gruppe in der Höhle ein und flieht mit dem Schatz. Doch er kommt nicht weit: eine Kreatur zieht ihn in die Tiefe des Sees. Währenddessen gelingt es den übrig gebliebenen Forschern, dem Höhlensystem zu entkommen. Sie verbringen die Nacht in dem alten Container, der dem Forschungsteam als Unterschlupf diente. Doch Allan und Sigurd gehen zurück in die Höhle, weil sie dort noch etwas anderes vermuten. In der Zwischenzeit schlüpft aus einem Ei, das Brage mitgenommen hatte, eine kleine Schlange. Es gelingt den beiden Kindern, die Kreatur einzusperren. Doch es nähert sich eine wesentlich größere Schlange.
Diese jagt nun das Forscherteam und die Kinder. Sie können sich in die alte Forschungsstation retten, wo Allan, der zwischenzeitlich in den Besitz des Tierkindes gekommen ist, die Gruppe verrät und von der riesigen Schlange gefressen wird.
Sigurd tut nun das einzige Richtige: Er gibt der Schlangenmutter ihr Baby zurück und dem Team gelingt so die Flucht in die Zivilisation.

## Hintergrund
Der Film erlebte seine Premiere am 30. August 2013 auf dem Haugesund International Film Festival in Norwegen. In Deutschland hatte er seine Blu-Ray- und DVD-Premiere am 24. August 2014 über Koch Media.
Der Film war sechsmal für den Amanda-Filmpreis nominiert und gewann den Zuschauerpreis sowie den Preis für die besten visuellen Effekte. Außerdem gewann er den Kanonprisen des Kosmorama in Trondheim in der Kategorie Bester Ton.

## Synchronisation
| Rolle           | Schauspieler                  | Deutscher Sprecher  |
| --------------- | ----------------------------- | ------------------- |
| Sigurd Svenson  | Pål Sverre Hagen              | Gerrit Schmidt-Foß  |
| Allan           | Nicolai Cleve Broch           | Julius Jellinek     |
| Elisabeth       | Sofia Helin                   | Antje von der Ahe   |
| Leif            | Bjørn Sundquist               | Peter Groeger       |
| Mäzen           | Kyrre Haugen Sydness          | Uwe Jellinek        |
| Museumsdirektor | Terje Strømdahl               | Stefan Staudinger   |
| Ragnhild        | Maria Annette Tanderø Berglyd | Friedel Morgenstern |

## Rezeption
Die Filmseite Captain Fantastic bezeichnete den Film als einen „familientauglichen Abenteuerfilm (…), der sich vor diversen Hollywood-Titeln ähnlicher Machart nicht verstecken muss“.
Peter Osteried von der Filmseite Kino-Zeit.de bezeichnete den Film ebenfalls als „ein familientaugliches Abenteuer, das als Mixtur aus Indiana Jones und Anaconda leichte, aber gefällige Kost bietet. Die norwegische Produktion folgt dabei den Erzählmustern amerikanischer Formate, erlaubt sich aber auch ein paar Eigenheiten. So ist die Rollenverschiebung interessant, denn die männliche Hauptfigur ist manierlich, nett und schwach, während seine Begleiterin die aktive Heldenrolle übernehmen muss.“